# شوتا کانو
شوتا کانو (انگلیسی: Shota Kanno؛ زادهٔ ۶ ژانویهٔ ۱۹۸۴) بازیکن فوتبال اهل ژاپن است.